# Deucalione e Pirra (Beccafumi)
Deucalione e Pirra è un dipinto a olio su tavola (65,5x145 cm) di Domenico Beccafumi, databile al 1520-1525 circa e conservato nel Museo Horne di Firenze.

## Storia e descrizione
L'opera, di provenienza inglese ignota, fa parte di una serie di pannelli per cassoni e spalliere che Beccafumi dovette dipingere durante la sua carriera.
Il soggetto, tratto dalle Metamorfosi di Ovidio, è legato alla leggenda di Deucalione e Pirra che simboleggia il ruolo della coppia nella fondazione di una nuova stirpe: tema particolarmente adatto a un cassone o comunque a un arredo nuziale.
Pubblicato dal Gamba con attribuzione al maestro senese (1920), da allora è stato sempre confermato nel catalogo dell'artista, accostandolo ad altre scene simili, come l'Ercole al bivio del Museo Bardini, il Ratto di Europa della collezione Guarini del Taja a Siena.
I due coniugi sono rappresentati a sinistra mentre, come loro indicato, si lanciano sassi alle spalle dai quali rinascono nuovi individui dopo lo sterminio del diluvio. Il tratto rapido e sfumato e la vivacità narrativa rimandano agli esempi raffaelleschi della Loggia vaticana o della stanza del Fregio di Villa Farnesina. L'ambientazione è un'aperta campagna rappresentata con tonalità calde e con lo sfumare della prospettiva aerea. A sinistra un tempio a pianta circolare richiama il gusto classicista romano.